# Creysseilles
Creysseilles – miejscowość i gmina we Francji, w regionie Owernia-Rodan-Alpy, w departamencie Ardèche.
Według danych na rok 1990 gminę zamieszkiwało 116 osób, a gęstość zaludnienia wynosiła 11 osób/km² (wśród 2880 gmin regionu Rodan-Alpy Creysseilles plasuje się na 1505. miejscu pod względem liczby ludności, natomiast pod względem powierzchni na miejscu 1078.).